# Gramado Sul (Casa Branca)
O Gramado Sul (em inglês:  South Lawn) ou  Jardim Sul  é o jardim em torno da fachada sul da Casa Branca, sendo uma das vistas mais famosas da residência ianque. O Jardim Sul proporcionava uma vista do National Mall e do Jefferson Memorial e era aberto ao público até a Segunda Guerra Mundial. Hoje é reservado a cerimônias de estado.

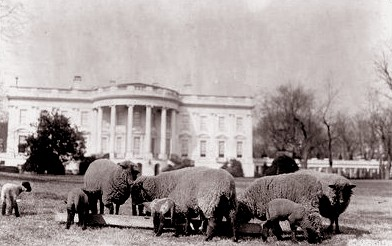
Gramado Sul em 1904

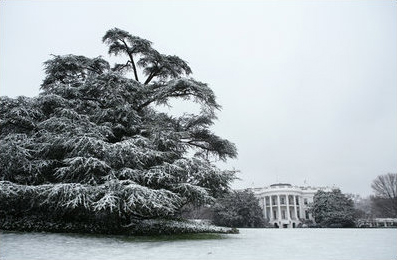
Gramado Sul no Inverno

## Gramado
Quando a Casa Branca ocupou primeiramente este local em 1800, o Jardim Sul era um prado que descendia de um pântano. Thomas Jefferson concluiu o Jardim Sul acrescentando pequenas colinas de grama natural com a ajuda do arquiteto Benjamin Henry Latrobe. Jefferson também executou um arco triunfal na entrada sudoeste da Casa Branca.
Anteriormente, Pierre-Charles L'Enfant planejou para a cidade de Washington em 1793 um jardins naquele pântano. Mais tarde, em 1850, o paisagista Andrew Jackson Davis tentou amenizar a geometria do plano de L'Enfant incorporando um contorno semicircular sul e trilhas sinuosas. As mudanças de Andrew Jackson incluiam a ampliação do Gramado Sul criando um grande gramado circular que ele chamou President's Park e também a inclusão de mais arbustos e árvores. Durante a administração de Ulysses S. Grant a área pantanosa foi drenada e o Gramado Sul recebeu mais de 8 a 10 pés de altura.
Ainda no governo de Rutherford B. Hayes e até o governo de Grover Cleveland, o Corpo de Engenharia do Exército dos Estados Unidos foi engarregado de solucionar de vez os problemas de drenagem no Gramado Sul, reduzindo a área circular e criando a forma que ele apresenta até hoje.
Theodore Roosevelt que iniciou a reforma da Casa Branca em 1902, foi influenciado a remover as estufas vitorianas e construiu a Colunata Oeste e posteriormente a Ala Oeste.
Em 1934, o presidente Franklin Delano Roosevelt recomendou mudanças para Frederick Law Olmsted, Jr. Olmsted compreendeu a necessidade de privacidade aos presidentes e suas famílias. O plano de Olmsted apresentou o estilo que se mantém até hoje: o plantio de árvores e arbustos nas laterais para permitir maior privacidade ao presidente. O gramado é tradicionalmente plantado com a espécie Festuca arundinacea.

## Jardins e outras instalações
No Gramado Sul existem dois jardins cerimoniais da Casa Branca: o Jardim Jacqueline Kennedy  e o Rose Garden, este último em frente ao Salão Oval. O Gramado Sul também abriga uma piscina, um mini campo de Golfe, um quadra de Tênis e um playground, além de uma quadra de Basquete.